# Abu Sadat Mohammad Sayem
Abu Sadat Mohammad Sayem (1916-1997) político, foi o presidente de Bangladesh entre 1975 e 1977.